# Cross Lake Provincial Park
Cross Lake Provincial Park är en park i Kanada.   Den ligger i provinsen Alberta, i den centrala delen av landet, 2 900 km väster om huvudstaden Ottawa. Cross Lake Provincial Park ligger 651 meter över havet.
Terrängen runt Cross Lake Provincial Park är huvudsakligen platt. Cross Lake Provincial Park ligger nere i en dal. Trakten runt Cross Lake Provincial Park är nära nog obefolkad, med mindre än två invånare per kvadratkilometer.. Närmaste större samhälle är Whispering Hills, 19,8 km nordost om Cross Lake Provincial Park. 
I omgivningarna runt Cross Lake Provincial Park växer i huvudsak blandskog.